# タカハシカメラ
株式会社タカハシカメラは、岡山県倉敷市に本社を置くカメラ量販店。岡山県内にカメラ店を展開していたが、2024年現在は水島本店のみが営業している。
スタジオの背景紙などの卸売りを行っている他、クリスタルフォトの製造・販売、中国製電気スクーターの輸入販売を行っている。

## 沿革
- 1958年（昭和33年） - 個人商店として創業。
- 1962年（昭和37年） - 有限会社高橋カメラ設立。 （資本金100万円）
- 1988年（昭和63年） - 株式会社高橋カメラ設立。
- 2006年（平成18年） - スタジオ事業部設立。
- 2007年（平成19年） - 海外事業部、クリスタル事業部設立。
- 2009年（平成21年） - 株式会社タカハシカメラへ社名変更。

## 店舗
倉敷市
- 水島本店（キッズスタジオ・オズ併設）

### かつてあった店舗
倉敷市
- 水島ニチイ店
- サブリーナ店
- ジャスコ倉敷店
- 倉敷ダイイチ店
- 中畝店
- 羽島店
- 新倉敷店 （キッズスタジオ・オズ併設）

キッズスタジオ・オズは水島本店へ移転
岡山市
- 大元店
- 原尾島店

津山市
- 津山店

中華人民共和国
- 中国・大連店